# Administration de l'Argentine
L'Administration Argentine est l'ensemble des organismes de l'État fédéral qui réalisent les fonctions administratives de l'État argentin. En général, cela comprend les divers organismes et les dépendances intégrées au pouvoir exécutif national (PEN). En revanche, les pouvoirs exécutifs provinciaux, ceux de la ville Autonome de Buenos Aires et les administrations municipales ne sont pas incluses.
Le concept d'administration est imprécis et est habituellement utilisé de différentes manières. Cet article utilise ce concept de la manière la plus large : l'État. L'administration ne comprend ni le pouvoir législatif ni le pouvoir judiciaire. On l'entend alors comme le gouvernement. Il ne comprend pas non plus ni les entreprises d'État ni les organismes privés qui exercent un service public. A contrario, il comprend les organismes publics décentralisés et spécialisés, les entités d'enseignement, les hôpitaux et les musées. En principe, l'armée fait partie de l'administration bien qu'elles possèdent un régime spécial. Tout cela représente un ensemble d'établissement publics de l'État fédéral national qui assure l'organisation et la gestion des services d'intérêt général.

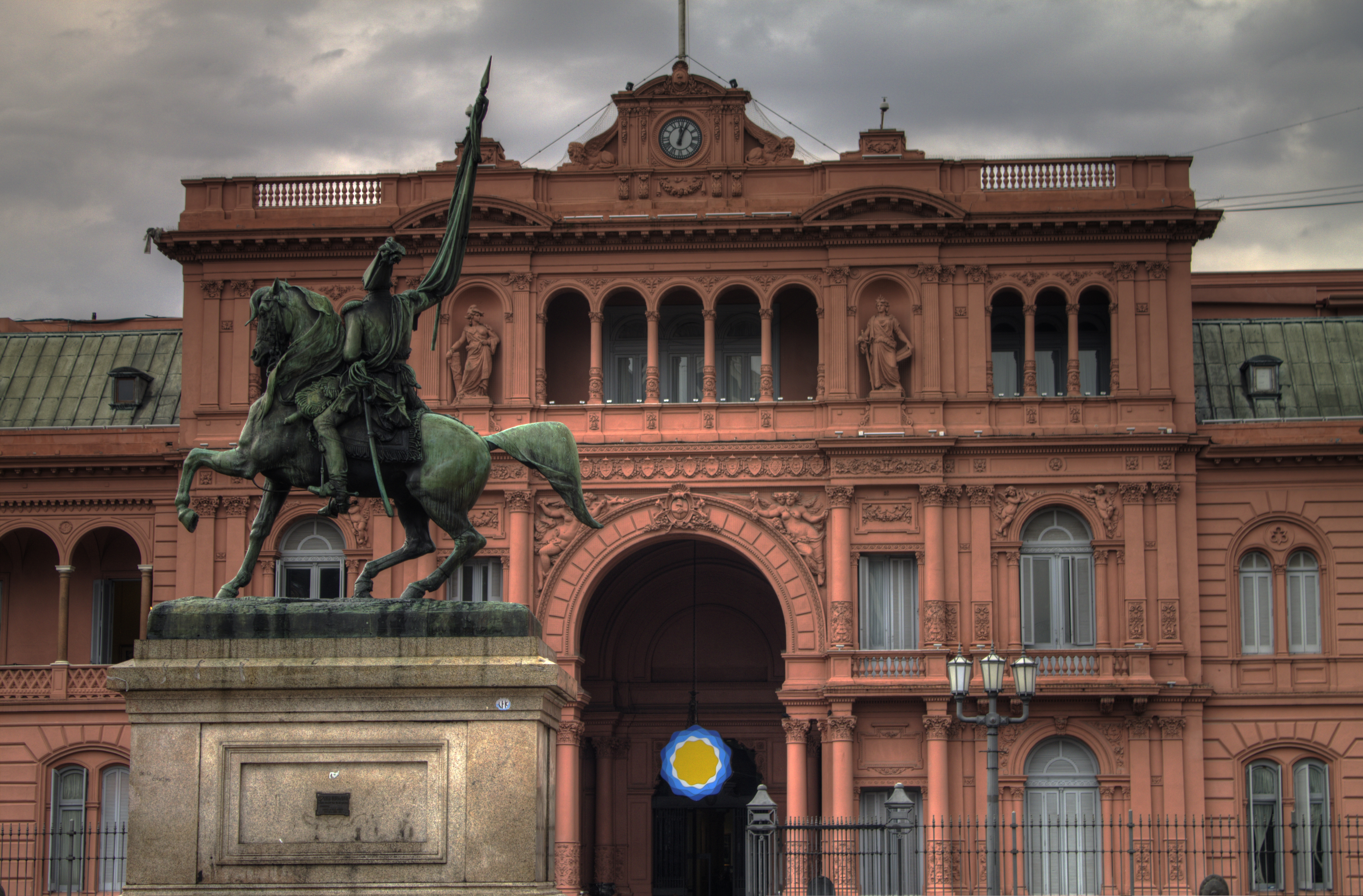
La Casa Rosada, palais présidentiel, siège du pouvoir exécutif argentin.

Les pays modernes emploient un grand nombre de personnes, ce qui constitue un grossissement de l'emploi public. En 2008, la part d'emplois publics de l'Argentine s'élevait à environ 14,8 % de la population économiquement active. Ces emplois du secteur public se répartissent au niveau fédéral, provincial et municipal,,. En 2014, la part de la population active est réduite à 14,7%. Malgré cela, cette part est supérieure à la moyenne latinoaméricaine estimée en 10,7% mais inférieure à la moyenne des pays de l'OCDE (15,3% de l'emploi total).
L'administration agit via des actes administratifs qui peuvent être remis en cause par la population grâce au droit administratif et plus particulièrement à la procédure administrative. Elle prévoit des recours soit en première instance, soit par voie judiciaire contre l'État (contentieux administratif) en cas de refus du recours. Les dépenses de l'administration sont régies par des règles strictes établies dans le budget, lui-même approuvé par la loi, et notamment par la loi du budget de chaque collectivité territoriale. La réalisation de dépenses allant à l'encontre de ces règles constitue un délit contre l'administration, établis dans le code pénal.
Le statut de fonctionnaire est régi par des règles spéciales ce qui permet de différencier les fonctionnaires des salariés du privé. Dans ce cadre, des lois spéciales sont adoptées. Elles prévoient par exemple des systèmes de revenu par concours, l'interdiction de licencier sans une juste cause et sans notification préalable. Dans quelques cas, des systèmes de négociation collective se sont établis.

## Structure de l'administration argentine
De par son système fédéral, l'État argentin est formé par deux grandes structures parallèles : l'État fédéral (ou national) et les États provinciaux et la ville autonome de Buenos Aires. Chacune de ces structures a sa propre administration, l'administration fédérale est complétée avec chacune des administrations provinciales et celles de la Ville Autonome de Buenos Aires. Ces deux structures doivent également intégrer les municipalités qui possèdent, elles aussi, l'autonomie administrative en vertu de l'Article 123 de la Constitution nationale.
De nombreux fonctionnaires de l'administration argentine sont employés de manière déconcentrée dans les administrations provinciales, où plus de 60% d'entre eux sont employés.
Les provinces ont compétences sur les écoles publiques, la police et les centres de santé. Elles sont aussi responsables de la majeure part des dépenses et de l'emploi public.
Après les administrations provinciales, les deux secteurs les plus importants sont l'administration fédérale qui emploie environ 13% du total des fonctionnaires argentins et les municipalités qui emploient 15% des salariés publics. Un autre secteur est important, ce sont les universités nationales qui emploient 6% du total des fonctionnaires.

## Administration fédérale
L'administration nationale est principalement constituée par le pouvoir exécutif national, une très grande partie des organismes dépendant de son commandement. Cependant, certains organismes fédéraux de type administratif ne dépendent pas du pouvoir exécutif comme les conseils fédéraux (d'éducation, de travail, etc.), le conseil inter-universitaire national, l'ombusman national, etc. Au contraire, il existe quelques organisations qui dépendent du pouvoir exécutif national mais qui n'intégrent pas l'administration fédérale comme les entreprises d'État.

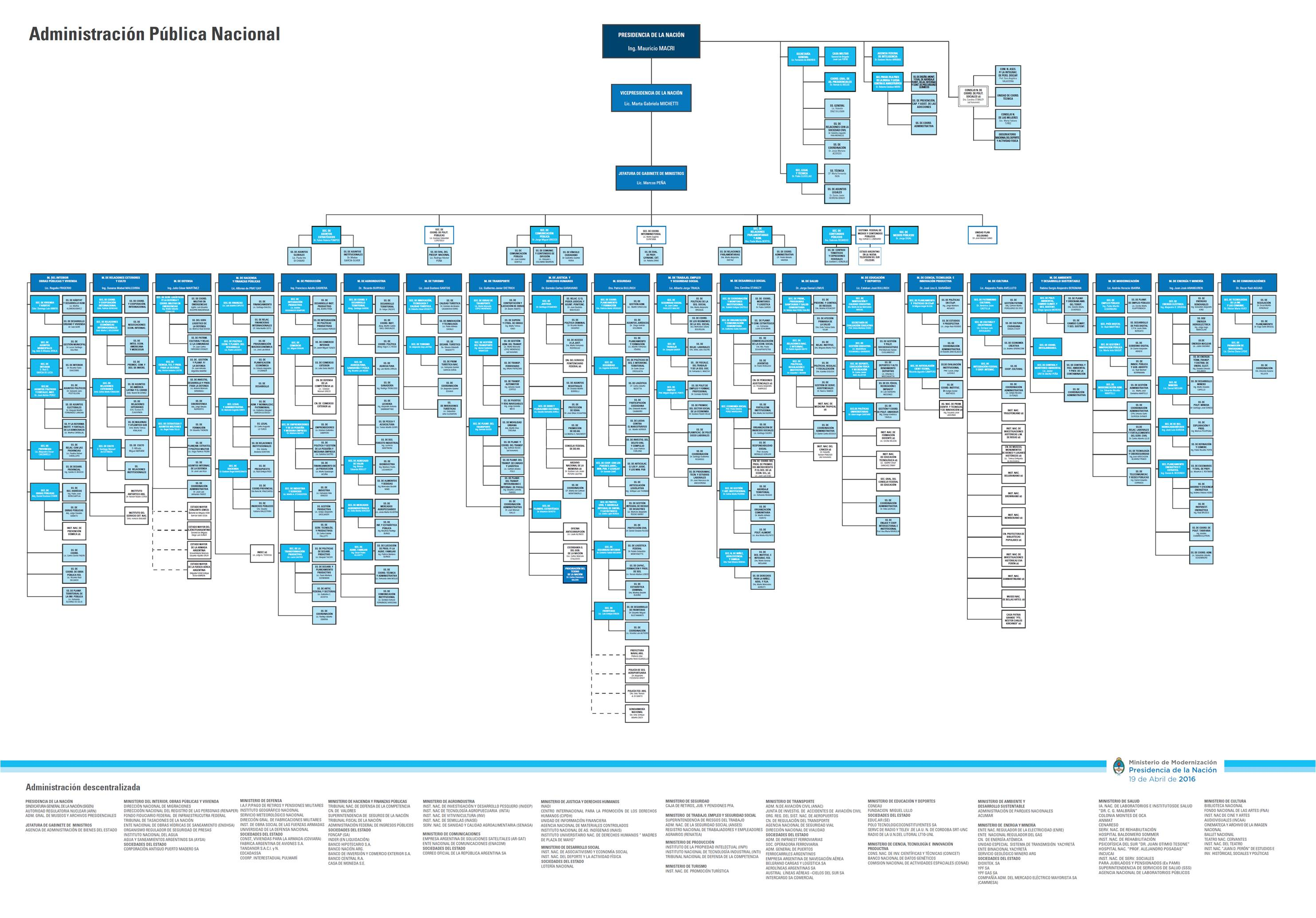
Organigramme de l'administration fédérale

## Pouvoir exécutif national (PEN)
Le PEN est le centre de l'État Argentin. Il gère le plus gros budget et la majeure partie des fonctionnaires et employés. Son organisation est unipersonnelle et pyramidale. Son sommet est le  Président de la Nation argentine.
À sa tête, le PEN a la Présidence de la nation et les secrétaires présidentiels, le chef de cabinet des ministres, et les ministères.

### Présidence de la Nation
La Présidence de la Nation est représentée par le Président de la Nation, le vice-président ainsi que les organismes et les personnes les plus proches. Parmi ces derniers, se distinguent, en raison d'une importance politique particulière, le secrétariat général, le secrétariat légal et technique, l'agence fédérale d'intelligence (AFI) et le secrétariat de la programmation de la prévention contre la consommation de drogues et la lutte contre le trafic de stupéfiants (SEDRONAR).
De plus, se trouvent également importants la casa militar, chargée de la sécurité directe du Président, et, au titre d'organisme d'administration déconcentrée, le conseil national de coordination des politiques sociales.

### Le chef de cabinet des ministres

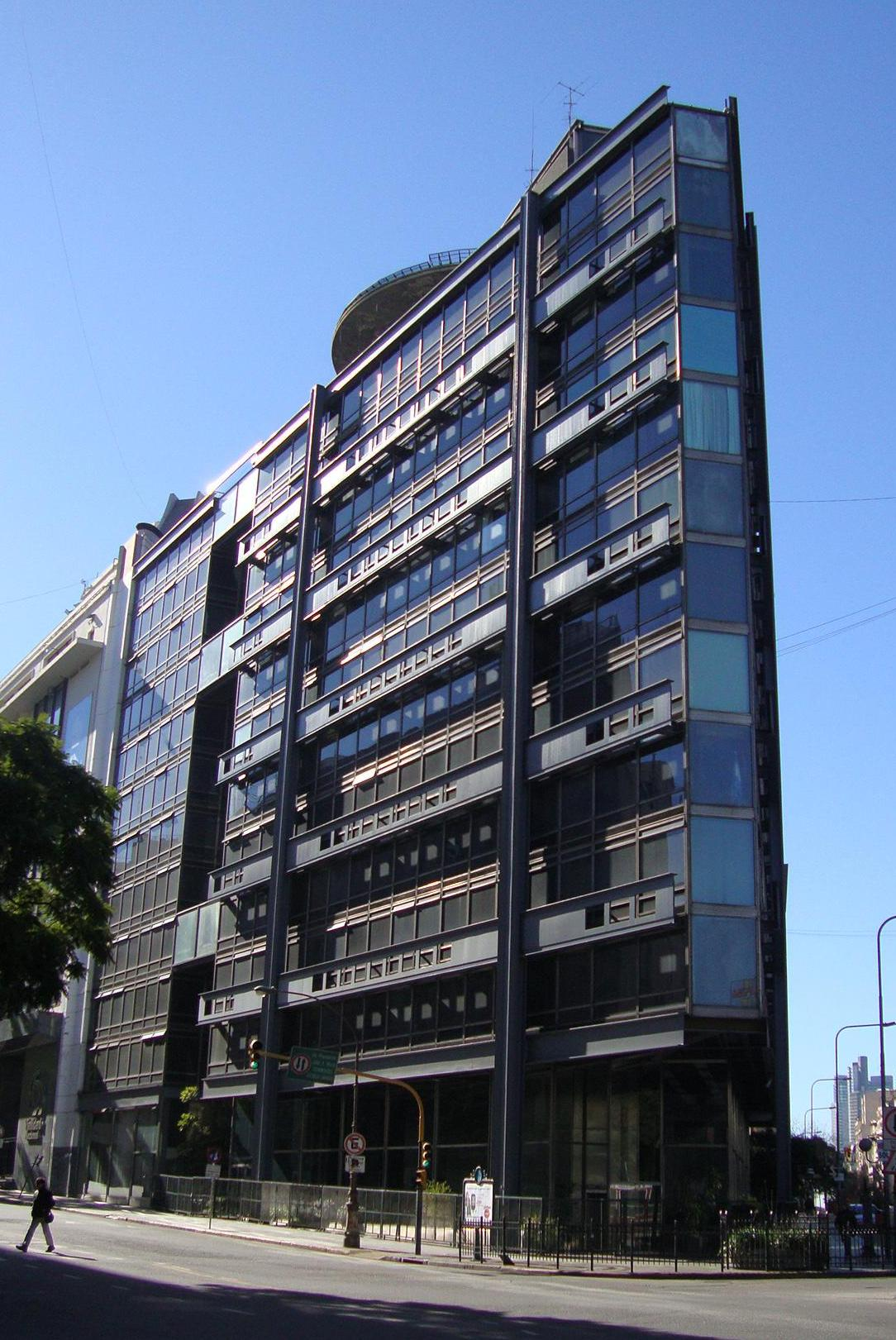
Siège de la "Jefatura" du Cabinet des Ministres

Le chef de cabinet des ministres est un organisme supra-ministériel de la République argentine, occupé par un chef de cabinet. Il a pour charge la gestion directe de l'administration fédérale, la désignation des responsables politiques et la coordination des réunions du cabinet des ministres. Par exemple, en France, ce poste peut être comparé à celui de Premier ministre. Il exerce sa mission comme un délégué du Président de la Nation. Cette fonction a été créée par la réforme constitutionnelle de 1994. Ses missions sont établies dans les articles 100 et 101 de la Constitution nationale.
Le chef de cabinet des ministres exerce sa gestion à travers cinq secrétariat : secrétariat de la coordination interministerielle, secrétariat de coordination des politiques publiques, secrétariat de la communication publique, secrétariat des relations entre le parlement et l'administration, et secrétariat des questions stratégiques.
Au sein de ses compétences figurent également le système fédéral des médias et des contenus publics, organisme qui rassemble la radio et la télévision Argentine ; l'agence nationale des actualités Télam, le centre culturel Kirchner et le parc d'exposition de science, technologie, industrie et art Tecnópolis. Il est par ailleurs responsable de l'unité plan Belgrano, de l'agence de l'administration des biens de l'État (organisme d'administration décentralisé) et du secrétariat de la Modernisation.

### Ministères
Comme dans bien des pays du monde, les ministres sont les collaborateurs directs du Président de la Nation qui les désigne. L'ensemble des ministres intègre le cabinet de ministres, dont la réunion est ordonnée par le Président et coordonnée par le chef du cabinet de ministres. Chaque ministre dirige un ministère, chargé d'un domaine spécifique de l'administration fédérale.
Le régime organisationnel et les fonctions des portefeuilles ministériels sont régis par la Loi des Ministères N° 22.520 et par diverses normes. Actuellement, le nombre de ministères de la Présidence de la Nation argentine s'élève à 21.

### Chaîne hiérarchique
L'un des mécanismes d'organisation de l'administration est la hiérarchie administrative. En cela, dans chaque organisme, chaque pôle décisionnel va se subdiviser progressivement en de nouveaux pôles décisionnels qui se spécialisent dans des domaines précis et qui restent sous la subordination des instances hiérarchiquement supérieures. La hiérarchie administrative est exclusivement fonctionnelle et s'applique seulement entre des organes d'un même organisme. Il n'existe ni de relations hiérarchiques entre un fonctionnaire et un citoyen, ni avec des employés appartenant à autres organismes de l'administration fédérale.
La structure est généralement la suivante :
1. Secrétariats ministériels ou secrétariats de ministères
2. Sous-secrétariats
3. Directions nationales
4. Directions générales
5. Directions
6. Départements
7. Divisions

En dehors de la structure hiérarchique, il existe aussi des « Organismes non hiérarchiques » qui dépendent directement de l'organe maximal.

### Les organismes décentralisés
Les organismes décentralisés sont des établissements de l'administration fédérale qui ont à la fois un patrimoine propre et une personnalité juridique.

#### Présidence de la Nation
Sont dépendants de la Présidence : le syndicat général de la Nation (SIGEN), l'autorité regulatrice du nucléaire et l'administration générale des musées et des archives présidentielles.

#### Ministère de l'Agro-industrie
Le ministère de l'agro-industrie couvre notamment l'Institut national de la recherche et du développement de la pêche (INIDEP), l'Institut national de technologie de l'élevage (INTA) et l'Institut national de la viticulture (INV).

#### Ministère de l'Environnement et du Développement durable
Seule l'administration des Parcs Nationaux (APN) figure parmi les organismes décentralisés de ce ministère.

#### Ministère des Sciences, des Technologies et de l'Innovation
Le Conseil national de recherches scientifiques et techniques (CONICET), la Banque nationale de données génétiques et la Commission nationale d'activités spatiales (CONAE).

#### Ministère des Communications
L'Entreprise argentine des satellites (AR-SAT), l'Organisme national de communications (ENACOM).

#### Ministère de la Culture
Dépendent de ce ministère : le Ballet national, la Bibliothèque nationale de la République argentine, le Fonds national des arts, l'Institut national du cinéma et des arts audiovisuels (INCAA), l'Institut national de la musique (INAMU), l'Institut national du théâtre, l'Institut national « Juan D. Perón » d'études et de recherches historiques, sociales et politiques, la Cinemathèque et archives de l'image nationale ainsi que le Théâtre national Cervantes.

#### Ministère de Défense
Institut d'aide financière pour le paiement des retraites et des pensions militaires (IAFPRPM), l'Institut géographique national (IGN), le service météorologique national, l'Université de la défense nationale.

#### Ministère de Développement social
L'Institut national de l'associatif et de l'économie sociale (INAES).

#### Ministère de l'Éducation et des Sports
Commission nationale d'évaluation et d'accréditation universitaire (CONEAU), la Fondation Miguel Mollo.

#### Ministère de l'Énergie et de la Mine
Organisme national régulateur de l'électricité (ENRE), l'Organisme national régulateur du gaz (ENARGAS), la Commission nationale de l'énergie atomique (CNEA), l'Unité spéciale système de transmission Yacyretá.

#### Ministère des Finances et Finances Publiques
Commission nationale des valeurs (CNV), Tribunal fiscal de la Nation, l'Administration fédérale de revenus publics (AFIP).

#### Ministère de l'Intérieur, du Fonctionnement public et du Logement
Direction nationale des migrations (DNM), la Direction nationale du registre national des personnes (RENAPER), l'Organisme national des œuvres hydrauliques d'assainissement (ENOHSA), l'Organisme régulateur de la sécurité des barrages, l'Institut national de l'eau, le Tribunal des taxations de la nation.

#### Chef du cabinet des ministres
Agence des biens de l'État.

#### Ministère de la Justice et des Droits humains
L'Institut national contre la discrimination, la xénophobie et le racisme (INADI), le Centre international pour la promotion des droits de l'Homme (CIPDH), l'Institut national des sujets indigènes (INAI), l'Institut universitaire national de droits de l'Homme Mères de la place de Mai.

#### Ministère de la Production
Tribunal national de défense de la concurrence, l'Institut national de la propriété industrielle (INPI), l'Institut national de technologie industrielle (INTI).

#### Ministère de la Santé
Administration nationale des médicaments, de la nourriture et technologie médicale (ANMAT), l'Hôpital national Prof. Alejandro A. Posadas, l'Institut national centrale unique coordinateur d'ablation et implant (INCUCAI), l'Agence nationale de laboratoires publics (ANLAP), l'Hôpital national Baldomero Sommer, le Service national de réhabilitation (SNR).

#### Ministère de la Sécurité
Caisse de retraites et des pensions de la police fédérale.

#### Ministère du Travail, de l'Emploi et de la Sécurité sociale
L'Agence nationale de la sécurité sociale (ANSES), le Registre national de travailleurs et employés agraires (RENATEA), la Superintendence des risques du travail.

#### Ministère des Transports
L'Administration nationale de l'aviation civile (ANAC), l'Agence nationale de sécurité routière (ANSV), la Commission nationale de régulation du transport (CNRT), la Direction nationale des routes (DNV), l'Equipe de recherches d'accidents d'aviation civile, l'Organisme régulateur du système national d'aéroports (ORSNA).

#### Ministère du Tourisme
Institut national de promotion touristique.

### Les organismes déconcentrés
Les organismes décentralisés sont des établissements de l'administration fédérale avec une certaine autonomie technique et fonctionnelle. Toutefois, ils ne possèdent ni la personnalité juridique ni de patrimoine propre. Ce patrimoine provient de l'administration fédérale.
- Présidence de la Nation[6].
  - Conseil national de coordination de politiques sociales :
    - Commission nationale conseillère pour l'intégration des personnes avec handicap (CONADIS)
    - Conseil national des femmes

- Ministère des Sciences, des Technologies et de l'Innovation.[11]
  - Agence nationale de promotion scientifique et technologique,
  - Fond argentin sectoriel (FONARSEC),
  - Fond de promotion de l'industrie du logiciel (FONSOFT).
  - Fond pour la recherche scientifique et technologique (FONCyT),
  - Fond technologique argentin (FONTAR),
  - Unité de contrôle de gestion et sujets légaux.

- Ministère de la Culture[13].
  - Maison grande patrie Président Néstor Carlos Kirchner,
  - Commission nationale de monuments, de lieux et de biens historiques,
  - Commission nationale protectora de bibliothèques populaires (CONABIP),
  - Institut national Belgraniano,
  - Institut national Browniano,
  - Institut national de recherches historiques Eva Perón,
  - Institut national de recherches historiques Juan Manuel de Roses,
  - Institut national Newberiano,
  - Institut national Yrigoyeneano,
  - Musée national de beaux-arts (MNBA).

- Ministère de la Défense[14].
  - État majeur ensemble (EMCO)
  - État majeur général de l'armée argentine,
  - État majeur général de l'armée l'argentine,
  - État majeur général de la Force aérienne argentine.

- Ministère du Développement social[15].
  - Commission nationale de pensions d'assistance,
  - Commission nationale de coordination du programme de promotion du microcrédit pour le développement de l'économie sociale.

- Ministère de l'Éducation et des Sports[16].
  - Institut national d'éducation technologique (INET),
  - Institut national de formation docente (INFD).

- Ministère de la Justice et des Droits de l'Homme[20].
  - Archives nationales de la mémoire,
  - Musée du site ESMA (ancien centre clandestin d'arrestation, de torture et d'extermination),
  - Procuration du trésor de la Nation,
  - Direction nationale du service pénitentiaire fédéral.

- Ministère de la Production[21].
  - Commission nationale de commerce extérieur,
  - Commission nationale de défense de la concurrence.

- Ministère de la Santé[22].
  - Institut national de médecine tropicale,
  - Institut national du cancer.

- Ministère de la Sécurité[23].
  - Préfecture navale de l'Argentine (PNA),
  - Police de sécurité aéroportuaire (PSA),
  - Police fédérale de l'Argentine (PFA),
  - Gendarmerie nationale de l'Argentine (GNA).

- Ministère des Transports[25].
  - Institut argentin des transports,
  - Organisme de contrôle de concessions routiers (OCCOVI ex OCRABA),
  - Unité ejecutora de l'œuvre d'enfouissement du corridor ferroviaire Caballito-brun de la ligne Sarmiento.

### Entreprises et Sociétés d'État
Voici quelques exemples d'entreprises d'État : Aerolíneas Argentinas, administration d'infrastructures ferroviaires, administration générale de ports, administration des ressources humaines ferroviaires société anonyme avec la participation majoritaire de l'État, Lignes Aériennes Austral - ciels du sud, la Banque de la Nation argentine, la Banque d'investissement et de commerce extérieur (BICE), Belgrano charges et logistique, Courrier officiel de la République Argentine, Entreprise argentine de navigation aérienne, Fonds de capital social (FONCAP), Loterie nationale, l'Opérateur ferroviaire (OFSE), Radio et télévision argentine, Télam, l'Usine argentine d'avions brigadier Saint-Martin, l'INTESA (ingénierie technique), Construction des logements de l'armée argentine (COVIARA), Corporation de l'ancien port Madero, Educ.AR société de l'État, Radio de l'Université nationale du littoral, le Service de radio et télévision de l'Université nationale de Cordoba, Dioxitek, Énergie argentine (ENARSA), Banque d'investissement et commerce extérieur, Corporation de marché central de Buenos Aires, Transports urbains du Grand Buenos Aires, Eau et assainissements argentins, Combustibles nucléaires argentins.

## Les administrations provinciales
Les Provinces argentines exercent tous les pouvoirs qui ne sont pas délégués à l'administration fédérale. Elles ont un pouvoir exécutif unipersonnel dirigé par un gouverneur élu grâce au suffrage universel direct.
Chaque province organise son administration conformément à sa constitution et à ses lois.